# Simony
Simony Benelli Galasso (São Paulo, 1º de julho de 1976), é uma cantora e personalidade de televisão brasileira.
É notória por ser ex-integrante da Turma do Balão Mágico, tendo apresentado o programa Balão Mágico durante as manhãs da TV Globo entre os anos de 1983 e 1986, e gravado vários álbuns, vendendo mais de 10 milhões de discos.

## Biografia

### Infância
Simony nasceu em São Paulo, num conjunto habitacional popular da Cohab. De família pobre, aos 3 anos, acompanhava a família de cantores, pois vivia no circo de seu avô.
Foi quando insistiu que a mãe, Maricleuza Benelli, a levasse ao programa do Raul Gil, onde fez várias participações após uma primeira apresentação de sucesso. Por fim, no ano de 1983, foi convidada ao lado de Fofão (Orival Pessini), Cascatinha (Castrinho), Tob, Michael Biggs (o Mike) e, anos mais tarde, Jairzinho, a apresentar o programa Balão Mágico, da TV Globo, que a consagraria.

### Balão Mágico
Estreou no dia 7 de março de 1983 nas manhãs da Rede Globo, o infantil A turma do Balão Mágico ou simplesmente Balão Mágico, quando liderou a audiência por 3 anos seguidos. Simony se tornou em pouco tempo a princesinha da Globo e despertava o amor de vários baixinhos daquela época. Entre shows e entrevistas, o grupo conseguiu vender mais de 10 milhões de cópias, em apenas 5 LP's lançados.
Também integrou o elenco do programa o Fofão. Fofão é um personagem fictício interpretado por Orival Pessini, tornou-se bastante popular entre as crianças brasileiras nos anos 80. No programa Balão Mágico, Fofão fez sua primeira aparição em 1983. Inicialmente, não falava, apenas emitia sons que eram interpretados por Simony. Com o sucesso do personagem, que cada vez ganhava espaço no programa, Orival Pessini criou o boneco Fofinho, que atingiu muitas vendas.
Foi sucesso absoluto. Simony entrou na banda aos 6 anos, fazendo par com Tob até 1984, quando este gravara seu último LP. Apesar da diferença de idade (5 anos), ela e Tob formavam uma bela dupla, emplacando sucessos como "Se enamora", "PR Você", "Mãe me dá um dinheirinho", "Você e eu" etc. Sendo assim, Simony conheceu de perto a fama e o carinho de todo o Brasil. Com 3 anos de Balão Mágico, seu companheiro Tob começou a apresentar sinais de estar entrando na adolescência, passando por mudanças de voz e ficando visivelmente mais alto do que as outras crianças. A CBS, gravadora do grupo, achou que isso poderia ser um problema e tomou uma importante decisão: Tirou Tob do grupo. Deixando a banda no ano seguinte, este gravou um LP solo, sem sucesso. Após isso, o Balão Mágico começou a decair, pois perdera um de seus membros originais. Jairzinho ficou com a tarefa de formar par com Simony, mas esse dueto durou apenas 2 LPS's do Balão (sendo que, no de 1985, quase não há presença singular dos integrantes, e sim, apelo para o coral), e quando a banda acabou, em 1986, a CBS fez um novo plano para os dois.
O Grupo durou de 1982 a 1986 e permaneceu nas manhãs da Rede Globo até o dia 28 de junho de 1986, quando iria ao ar o último programa do Balão Mágico.

### Simony e Jairzinho e Carreira Solo
Com o fim do Balão Mágico, então Simony com 10 anos de idade, se uniu com Jairzinho, seu companheiro do programa, e se tornaram uma das duplas mais famosas do fim dos anos 80. Em 1987, Simony e Jairzinho lançaram um LP e ficaram nas paradas de sucesso, conquistando um disco de ouro. Ainda naquele ano ela apresentava pela Rede Manchete o programa Nave da Fantasia, sendo substituída por Angélica, no ano seguinte.
Em 1988, a dupla lança um LP em espanhol, mas a parceria só duraria até o fim daquele ano. Ainda naquele ano, Simony sai da Rede Manchete e ganhava outro programa só seu, chamado Do Ré Mi Fá Sol Lá Simony, pelo SBT.
Em 1989, aos 13 anos de idade, Simony lança o primeiro LP solo intitulado Sonhando Acordada. No mesmo ano, o SBT passa a mudar a programação infantil com o objetivo de competir com o Xou da Xuxa, da Rede Globo, então Simony passa a apresentar o seu próprio programa, intitulado Show da Simony, enquanto que o Dó Ré Mi passa a ser comandado por Mariane, que na época estava iniciando a carreira de apresentadora, mudando o nome do programa para Dó ré mi fá sol lá si com Mariane. Até ali o hit de Simony era Acho que sou louca, uma regravação do single I Should Be So Lucky da cantora australiana Kylie Minogue.
No ano seguinte, 1990, o SBT acaba demitindo funcionários, em razão de uma crise financeira, e, entre eles, estava Simony, que sairia do ar e sumiria da mídia.

### Carreira adulta
Somente em 1994, então com 18 anos, Simony volta à mídia totalmente nua, sendo capa da revista Playboy.
No ano de 1995, assume o namoro com o pagodeiro Alexandre Pires e lança seu segundo CD solo, com o sucesso Primeiros Erros, que faz parte da trilha sonora da novela da Globo Cara e Coroa.
No ano de 1996, Simony completou 20 anos de idade, o namoro com Alexandre Pires chegaria ao fim no mesmo ano. Em seguida, lançou o terceiro CD e trouxe um novo sucesso no país: Quando te vi, tema da novela também global Salsa e Merengue.
Já no ano de 1997, Simony, mais uma vez se afasta da mídia, devido a questões de ordem emocional: era o início da síndrome do pânico, que a atormentou por 3 anos.
Em 2000, retornou à mídia nas capas de mais uma revista masculina, a Sexy. 
Em 2001, lançou o CD Simplesmente eu, com o hit Caixa Postal (também um hit de sucesso da banda Bala, Bombom e Chocolate).
Depois de 14 anos afastada do mercado fonográfico, Simony lançou o CD de comemoração aos seus 25 anos de carreira, intitulado de Celebração. A partir desse trabalho, a cantora passou a assinar com 2 "ys" (Simony), e o sucesso dessa vez foi Resumo da Felicidade e "Desculpe o auê".
No dia 15 de setembro de 2008, Simony realizou o sonho de lançar em todo o Brasil o seu primeiro projeto infantil ao longo de toda sua carreira solo, em comemoração aos 25 anos de Balão Mágico. O CD, intitulado "Superfantástica", trazia 13 faixas, incluindo "Superfantástico" e outras músicas que balançaram os baixinhos dos anos 80. No fim de outubro, o CD de Simony foi tido como o infantil mais vendido do país, ultrapassando a venda de 50 mil cópias, superando as vendas dos CDs de Xuxa e Kelly Key, lançados na mesma época (menos de 30 mil cópias). No mesmo mês, Simony personalizou e lançou seu site oficial. Em seguida, lançou a turnê "Superfantástica", por todo Brasil.
No ano de 2010, Simony foi candidata a deputada estadual em São Paulo, pelo Partido Progressista. Apoiada pelo ex-prefeito Paulo Maluf, Simony não conseguiu se eleger, mas teve destaque com quase 7 mil votos.
No início de 2012, sua filha Aysha foi escolhida pelo SBT para fazer parte do remake de Carrossel, interpretando Laura.
Em abril de 2016, Simony integrou o elenco da primeira temporada do reality show brasileiro da Rede Record Power Couple, juntamente com seu marido Patrick Silva.
Em abril de 2018, ela volta a se reunir a Mike e Tob, para celebrar os 36 anos de sua formação em uma apresentação no programa de tevê Fantástico, na Rede Globo, marcando o retorno do grupo em uma série de shows pelo Brasil.

## Vida pessoal
No fim dos anos 1990, Simony namorou o cantor Alexandre Pires. Ela chegou a ficar grávida dele, mas após descobrir que Alexandre teve um romance extraconjugal com Carla Perez, ela sofreu um aborto espontâneo. Ele só soube que Simony estava grávida quando o aborto já havia ocorrido.
Em 2000, a cantora começou a namorar o rapper Afro-X, então presidiário. Em setembro do mesmo ano, Simony ficou grávida e acaba tornando exposta toda a sua vida pessoal. Em junho de 2001, nasceu seu primeiro filho Ryan Eduardo Benelli de Souza, e cinco meses depois ela casou-se com Afro-X. Ela teve mais uma filha com ele, Aysha de Fátima Benelli de Souza, nascida em maio de 2003. Em meados de 2004, Simony anunciou o fim de seu casamento.
Em 2005, ela relacionou-se durante alguns meses com o cantor Xande de Pilares. Em outubro do mesmo ano, ela conhece o jogador de futebol Diego Souza. Pouco tempo depois, os dois começaram um relacionamento, e em agosto de 2006 tiveram uma filha, Pyetra Benelli de Souza.
Em dezembro de 2007, a cantora casou-se com o ator e rapper Marcelo Batista, e em setembro de 2012 anuncia o fim do casamento.
Em janeiro de 2013, Simony conheceu o engenheiro Patrick Silva e engravidou do seu quarto filho, nascido em outubro do mesmo ano e batizado Anthony. Em maio de 2018, ela anunciou o fim do seu casamento.
Em junho de 2020, começou a namorar o cantor Felipe Rodriguez.Logo depois os dois ficaram noivos e foram viver juntos, mas em fevereiro de 2024, ela anunciou a separação.

### Câncer no intestino
Em 3 de agosto de 2022, a cantora revelou que foi diagnosticada com um câncer no intestino. Em Julho de 2023 celebrou ao revelar ter vencido a doença, que estava em remissão.

## Discografia

### Álbuns com Balão Mágico
- A Turma do Balão Mágico (1982)[23]
- A Turma do Balão Mágico (1983)[24]
- A Turma do Balão Mágico (1984)
- A Turma do Balão Mágico (1985)[25]
- A Turma do Balão Mágico (1986)[25]

### Álbuns com Jairzinho
- Jairzinho & Simony (1987)[26]
- Jairzinho & Simony (em espanhol) (1988)

### Álbuns solo
- Sonhando Acordada (1989)
- Simonny (1995)
- Certas Coisas (1996)
- Simplesmente Eu (2001)
- Celebração (2005)
- Superfantástica (2008)
- Ela Cansou de Ser Forte (2020)

## Filmografia

### Televisão
| Título                                   | Ano     | Cargo / Personagem | Notas       |
| ---------------------------------------- | ------- | ------------------ | ----------- |
| Balão Mágico                             | 1983-86 | Apresentadora      |             |
| Especial Amigos do Peito                 | 1984    | Apresentadora      |             |
| Especial Uma Viagem ao Mundo da Fantasia | 1985    | Apresentadora      |             |
| Nave da Fantasia                         | 1987-88 | Apresentadora      |             |
| Do Ré Mi Fá Sol Lá Simony                | 1988-89 | Apresentadora      |             |
| Show da Simony                           | 1989-90 | Apresentadora      |             |
| Turma do Gueto                           | 2002    | Esther             | Temporada 1 |
| Power Couple Brasil                      | 2016    | Participante       | Temporada 1 |

### Internet
| Ano           | Título         | Cargo         | Plataforma |
| ------------- | -------------- | ------------- | ---------- |
| 2016-presente | Simony Cantora | Apresentadora | YouTube    |

## Prêmios
- 1995 - Melhor Música do Ano — "Primeiros Erros"
- 1996 - Música do Ano — "Quando Te Vi"
- 2001 - Entre as 100+ do Ano — "Caixa Postal"
- 2008 - Melhor CD Infantil — Superfantástica

## Singles
- 1987 - Coração de Papelão
- 1987 - Meu Bem
- 1989 - Acho que Sou Louca
- 1995 - Primeiros Erros
- 1995 - Pelo Menos Uma Vez
- 1996 - Quando Te Vi
- 2001 - Caixa Postal
- 2001 - Ficar por Ficar
- 2004 - Impossível Acreditar que Perdi Você
- 2005 - Resumo da Felicidade
- 2006 - Começo, Meio e Fim
- 2008 - Superfantástico
- 2009 - Ursinho Pimpão
- 2010 - Em Todo Caminhar (com Maurílio Santos)
- 2010 - Dependente do Seu Amor (com Grupo Tapa no Couro)
- 2011 - Segunda Chance (com a dupla Brandy e Rony)
- 2011 - Não Vai Dar (com Grupo Desejos)
- 2012 - Quando Chove (com Grupo Sem Querer)
- 2012 - Sonhos Pra Quem Quiser

## Trilhas de novelas
- 1995: Primeiros Erros — Cara e Coroa
- 1996: Quando Te Vi — Salsa e Merengue
- 2004: Impossível Acreditar que Perdi Você — A Escrava Isaura
- 2006: Começo, Meio e Fim — Prova de Amor
- 2012: Sonhos Para Quem Quiser — Carrossel (telenovela)